# García (khu tự quản)
García là một khu tự quản thuộc bang Nueva Esparta, Venezuela. Thủ phủ của khu tự quản García đóng tại El Valle del Espíritu Santo. Khự tự quản García có diện tích 89 km2, dân số theo điều tra dân số ngày 21 tháng 10 năm 2001 là 45606 người.